# Mattia Debertolis
Mattia Debertolis (4. srpna 1996 Feltre, Itálie – 12. srpna 2025 Čcheng-tu, Čína) byl italský orientační běžec.

## Život a kariéra
Mattia Debertolis se narodil 4. srpna 1996 v italském městě Feltre. Byl členem klubů IFK Lidingö SOK a Park World Tour Italia. Dne 30. srpna 2015 se zúčastnil maratonu Maddalene Sky Marathon.
Zúčastnil se mistrovství Evropy v orientačním běhu v roce 2018, mistrovství světa v orientačním běhu v roce 2023 a světového poháru v orientačním běhu. Měl titul inženýra stavebního inženýrství z Univerzity v Trentu a v době své smrti byl doktorandem na Královském technickém institutu.
Mattia Debertolis zemřel 12. srpna 2025 ve věku 29 let v nemocnici v čínském Čcheng-tu. Dne 8. srpna byl nalezen v bezvědomí během soutěže mužů na střední vzdálenost na Světových hrách. Po jeho smrti vydaly Mezinárodní asociace světových her a Mezinárodní federace orientačního běhu společné prohlášení, ve kterém oznámily jeho úmrtí.